# Louise Ernestine Cramer
Louise Ernestine Cramer (* 15. März 1757; † 4. Oktober 1831 in Glogau) war ein  Pflegekind des Stifters der Hofrat Simon Heinrich Sack’sche Familienstiftung, Simon Heinrich Sack, und Ehefrau des kgl. Hofrats Carl Christoph Cramer in Glogau,  Mutter der Salonière Amalie von Béguelin und möglicherweise nichteheliches Kind des Prinzen von Preußen August Wilhelm (1722–1758). Die Eheleute Cramer waren Eigentümer des Schlosses Hermsdorf bei Glogau und von etwa 1803 bis 1812 Eigentümer der Stadt und Herrschaft Köben an der Oder.

## Abstammung
Die Abstammung von Louise Ernestine Cramer ist bislang nicht geklärt. Ein Taufeintrag wurde nicht aufgefunden, zumal der Geburtsort nicht bekannt ist. Auch ist kein Heiratseintrag bekannt. Anscheinend gibt es nur eine Eintragung in Kirchenbüchern, in der sie genannt wird. Es ist ein Taufzeugnis des evangelisch reformierten Pfarramtes in Glogau vom 28. Juli 1934, in dem bezeugt wird, dass Caroline Wilhelmine Auguste, Tochter des Steuereinnehmers Christian (sic) Cramer und dessen Ehefrau Ernestine Louise geb. Kirstein, in der väterlichen Behausung am 15. August 1784 die heilige Taufe erhielt. Danach hatte die Kindesmutter Ernestine Louise den Geburtsnamen „Kirstein“. Dieser Name wird auch von Ruth Harder-Haeckel erwähnt.

### Abstammung von Simon Heinrich Sack

Prinz August Wilhelm von Preußen

Simon Heinrich Sack (1723–1791) hatte Rechtswissenschaft studiert und kam nach dem Übergang Schlesiens von Österreich an Brandenburg-Preußen im Jahre 1742 nach Schlesien. Dort wurden das Justizwesen neu geordnet und die bisherigen Gerichtsbarkeiten durch Oberamtsregierungen in Glogau und Breslau ersetzt. Zunächst war Sack als Referendar bei der Oberamtsregierung in Glogau tätig. Im Alter von 25 Jahren war er schon Advokat und wurde 1750 im Alter von 27 Jahren zum Hof- und Justizkommissionsrat bei der Oberamtsregierung in Glogau ernannt. Seine Tätigkeit beschränkte sich nicht nur auf die Prozessvertretung bei der Oberamtsregierung. Er übernahm auch treuhänderische Aufgaben, so u. a. die Finanzverwaltung des im Ausland weilenden Freiherrn Gustav von Schlabrendorf. Bei der Überführung österreichischer Staats- und Privatgüter in preußischen Besitz führte Sack nicht nur die notariellen Akte aus, sondern kaufte selbst verwahrloste Güter an, setzte sie instand und verkaufte sie mit Gewinn. Aufgrund seiner Testamente wurde die Hofrat Simon Heinrich Sack’sche Familienstiftung mit einem sehr hohen Vermögen gegründet.
Carl Christoph Cramer (1750–1827) war schon in jungen Jahren nach Glogau gekommen. Er hatte vorher Rechtswissenschaft studiert. Nach Beendigung seines Studiums wurde er als Erzieher in das Haus des im Jahre 1767 verstorbenen Freiherrn Ernst Wilhelm von Schlabrendorf berufen.
Dort lernte ihn der Hofrat Simon Heinrich Sack kennen, der den noch jungen Sohn des verstorbenen Freiherrn, Friedrich Wilhelm Ludwig Heinrich von Schlabrendorf (1743–1803) bei der Verwaltung seiner Güter unterstützte.
Daraus ergab sich eine geschäftliche Zusammenarbeit, bei der Cramer von dem Hofrat Sack für seine mannigfaltigen Geschäfte eingespannt wurde. Cramer wurde staatlicher Steuereinnehmer und erhielt ebenfalls den Titel „Hofrat“.
Louise Ernestine trat zum ersten Mal in Erscheinung, als sie auf dem gräflichen Gut des Grafen Schlabrendorf in Seppau im Kreis Glogau am 13. Juni 1776 Carl Christoph Cramer heiratete.
Als Mitgift erhielt die Ehefrau von Simon Heinrich Sack 6.000,00 Taler. Später erhielten sie und ihr Ehemann noch höhere Geldbeträge. Auch in seinem Testament hat Sack sie und ihre Kinder großzügig bedacht. In der Stiftung gehören die Nachkommen der Louise Ernestine zur „Cramerischen Linie“.
In der Familie Sack wird angenommen, dass Louise Ernestine die nichtehelich Tochter des Simon Heinrich Sack gewesen sei, die er kurz vor der Hochzeit adoptiert habe. Leibliche Mutter des Kindes sei die Haushälterin von Sack, Anne Marie Biester(n) (1736–1788), gewesen. Ein Nachweis über die Adoption ist aber niemals erbracht worden.
Sack selbst nennt sie mehrfach „Pflegetochter“, so noch in seinem Testament vom 18. November 1789. In dem Kodizill vom 20. Januar 1791 spricht er dagegen von seiner „Tochter der verehelichten Hofräthin Cramern“. Von einer Adoption ist niemals die Rede. Es wäre auch fraglich, ob es nach dem damals geltenden Recht möglich war, sein eigenes nichteheliches Kind zu adoptieren. Sack war Jurist und war es sicherlich gewohnt, juristische Fachbegriffe richtig zu gebrauchen. Zur Zeit der Geburt und auch bei Abfassung der Testamente war das Allgemeine Landrecht für die Preußischen Staaten, vom 1. Juni 1794 (PrALR) noch nicht in Kraft getreten. Sack hatte mit dem preußischen Großkanzler Johann Heinrich von Carmer, der im Jahre 1780 vom König mit der Formulierung des Gesetzes beauftragt war, studiert, war mit ihm befreundet und hatte an der Formulierung der Bestimmungen des Landrechts mitgewirkt. Dort sind im 2. Teil im 2. Titel in den Abschnitten 10 und 12 gesonderte Bestimmungen über die Annahme an Kindesstatt und von Pflegekindern die Rede. In den Bestimmungen über die Pflegekinder ist bestimmt: „§ 753. Wer ein von seinen Aeltern verlassenes Kind in seine Pflege nimmt, erlangt über dasselbe alle persönlichen Rechte leiblicher Aeltern.“ Eine Bestätigung durch eine staatliche Behörde wie bei der Adoption, war nicht vorgesehen. Das PrALR ersetzte subsidiär unterschiedliche geltende Rechtsquellen wie das Römische Recht und das Sachsenrecht. Es galt ebenfalls nur subsidiär, d. h., es kam nur dann zur Anwendung, wenn die lokalen Rechtsquellen keine Regelung trafen. Welches Recht in Schlesien, das vor 1740 österreichisch war, bis zum Inkrafttreten des PrALR angewendet wurde, lässt sich wohl kaum noch eindeutig feststellen.

### Abstammung von einem Prinz von Preußen
Dagegen will Gertha v. Diekmann geb. Sack (1859–1939), die als Mitglied der Familie Sack sich mit der Familiengeschichte beschäftigt hat, anhand der Glogauer Kirchenbücher festgestellt haben, „daß Louise Ernestine das Kind eines zu Beginn des Siebenjährigen Krieges dort in Garnison befindlichen preußischen Prinzen und einer Bäckermeistertochter gewesen sei“.
Mit dem Fürsten Moritz von Dessau, anderen Militärs sowie dem Prinzen von Preußen ging der preußische König Friedrichs des Großen im September 1754 zur Truppenbesichtigung nach Schlesien und besuchte dort u. a. Glogau, wo er eine Festung besaß.
Als „Prinz von Preußen“ wurde seinerzeit ausschließlich der Kronprinz genannt. Dies war August Wilhelm von Preußen (1722–1758), den der kinderlose Friedrich II. als den präsumtiven Thronfolger zum Prinzen von Preußen bestimmt hatte. Anspruch und Titel gingen nach August Wilhelms frühem Tod auf seinen Sohn Friedrich Wilhelm über. Im Jahr 1741 war August Wilhelm zum Generalmajor befördert worden und nahm in dieser Position am Ersten und Zweiten Schlesischen Krieg teil. Im Siebenjährigen Krieg wurde August Wilhelm 1756 General der Infanterie. Nach der verlorenen Schlacht von Kolín kam es zu einem heftigen Streit zwischen den Brüdern. Der Kronprinz musste aus der Armee ausscheiden und starb wenig später „an Körper und Seele“ gebrochen in seinem Schloss in Oranienburg.
Sekretär des Kronprinzen war Pierre Jérémie Hainchelin, der später als Geheimer Kriegsrat Mitglied der Akzise- und Zolladministration und 1776 als Finanzrat bei der „Regie“ (Finanzverwaltung) tätig war. Auch nach dem Tode des Kronprinzen kümmerte er sich als dessen Baubeauftragter um die Bauten des Kronprinzen.
Friedrich der Große lobte Hainchelin in einem Gespräch mit seinem Vorleser Henri de Catt: „Hätte mein Bruder in Oranienburg nur seinen Adjutanten Hagen, seinen Sekretär Hainchelin und ein paar ebenso ehrliche Leute um sich gehabt wie diese, so wäre sein Leben ruhiger und seine Gesinnung nicht so feindlich gegen mich gewesen. Ich weiß genau, daß ich recht habe, denn er war die Herzensgüte, die Ehrenhaftigkeit und die Wohltätigkeit in Person.“ Ohne fremde Einmischung wäre das Zerwürfnis bald wieder ausgeglichen gewesen.
Hainchelin hatte auch nach dem Tod des Kronprinzen weiterhin das Vertrauen seines Königs, der 1763 bei Einrichtung der staatlichen Lotterie den Finanz- und Kommerzienrat Giovanni Antonio Calzabigi zwar zum Generaldirektor bestellte, die Gegenrechnungführung dem Hofrat Peter Jeremias Hainchelin übertrug, der gleichzeitig zum „Königlichen Commissario“ über diese Verwaltung ernannt wurde.
Soweit ersichtlich hat Gertha v. Diekmann keine Belege für ihre Behauptung vorgelegt. Die Pfarrbücher in Glogau sind offensichtlich durch die Kriegseinwirkungen verloren gegangen.
Die nachfolgende Beschreibung der Lebensgeschichte der Louise Ernestine kann vielleicht zeigen, welche Meinung über die Abstammung wahrscheinlicher ist, obwohl ein eindeutiges Ergebnis heute nicht mehr zu ermitteln ist, falls nicht schriftliche Quellen auftauchen.
Bemerkenswert ist, welches Vermögen Sack und die Eheleute Cramer erworben haben. Auch die Eheschließungen zwischen den Abkömmlingen der Louise Ernestine mit Mitgliedern der Familien von Béguelin und Hainchelin sind bemerkenswert. Die Vermutung lieg nahe, dass Hainchelin als Berater des Prinzen, der unmittelbar nach der Geburt des Kindes starb, dabei mitgewirkt hat, dass Louise Ernestine von dem Hofrat Sack als Pflegekind aufgenommen und erzogen wurde. Er mag auch aufgrund seiner dienstlichen Stellung in der Finanzverwaltung, der das Vertrauen des Königs hatte, dafür gesorgt haben, dass sie durch die Heirat mit dem Hofrat Cramer angemessen versorgt wurde und dass durch die Verleihung des staatlichen Kaffeemonopols an Sack und Cramer ausreichende Geldmittel für Louise Ernestine zur Verfügung standen. Als deren beide Töchter sich verheirateten, war Hainchelin 1787 schon verstorben. Sein Neffe Heinrich von Béguelin, der ebenfalls in der Finanzverwaltung tätig war, mag von seinem Onkel informiert worden sein und hat dann 1798 die Tochter Amalie Henriette Caroline Louise Cramer geheiratet. Auch der Kreisjustizrat Carl Leopold Gottfried Sattig, der beruflich mit dem Hofrat Cramer zusammengearbeitet hatte, wird bei der Verheiratung mit der Tochter Caroline Wilhelmine Auguste Cramer den Sachverhalt gekannt haben.

## Leben und Wirken

### Familie
Aus der Ehe der Eheleute Cramer sind folgende Kinder hervorgegangen:
- Amalie Henriette Caroline Louise Cramer (1778–1848), Beraterin und Freundin von militärischen und politischen Persönlichkeiten in Berlin und Salonière. Sie war seit 1798 verheiratet mit dem Geh. Regierungsrat und Chefpräsidenten der Oberrechnungskammer in Berlin, Heinrich Huldreich Peter von Béguelin (1765–1818). Von Béguelin hatte unter seinem Onkel Pierre Jérémie Hainchelin als Kriegsrat in der preußischen Finanzverwaltung gearbeitet. Sein Vater Nikolaus von Béguelin (1714–1789) war der Erzieher des Sohnes von August Wilhelm, dem späteren preußischen späteren Königs Friedrich Wilhelm II gewesen und war verheiratet mit Marie-Catharine Pelloutier (1733–1794), der Tochter des Kaufmanns Jean-Barthélémy Pelloutier. Deren Stiefschwester Hedwig Charlotte Kühn war seit 1761 mit Pierre Jérémie Hainchelin verheiratet. Nikolaus von Béguelin und  Pierre Jérémie Hainchelin waren demnach verschwägert. Der König Friedrich Wilhelm II hatte 1786 nach dem Tode von Friedrich dem Großen die Regierung übernommen und eine Commission zur Untersuchung der bisherigen Acciseverwaltung bestellt. Ein Großteil der französischen Finanzräte wurde abgesetzt. Heinrich von Béguelin beschrieb 1797, also ein Jahr vor der Hochzeit mit Amalie, diesen Vorgang und führte aus, dass die deutschen geheimen Finanzräte Jacob Engelbrecht (1713–1794), Carl Emanuel von Hoffstedt (1736–1813) und Hainchelin zur großen Zufriedenheit der Commission im Amt verblieben sind.[14]
- Caroline Wilhelmine Auguste[15] Cramer (1784–1872), war seit 1803 verheiratet mit dem Kreisjustizrat Carl Leopold Gottfried Sattig (1774–1844) aus Glogau. Dieser arbeitete zusammen mit Cramer bei der Betreuung der gemeinsamen Mandanten. Dessen Enkelsohn, der königliche Justizrat Carl Ernst Eduard Moritz Sattig (1804–1884) heiratete 1831 Louise Hainchelin (1806–1875), die Tochter des Kriegsrates Carl Heinrich Hainchelin und Nanni Leidemit.  Carl Heinrich Hainchelin war der Sohn von Pierre Jérémie Hainchelin, dem früheren Sekretär des Kronprinzen.
- Carl Heinrich Eduard Cramer, der 1790 geboren und kurz danach gestorben ist.

### Leben

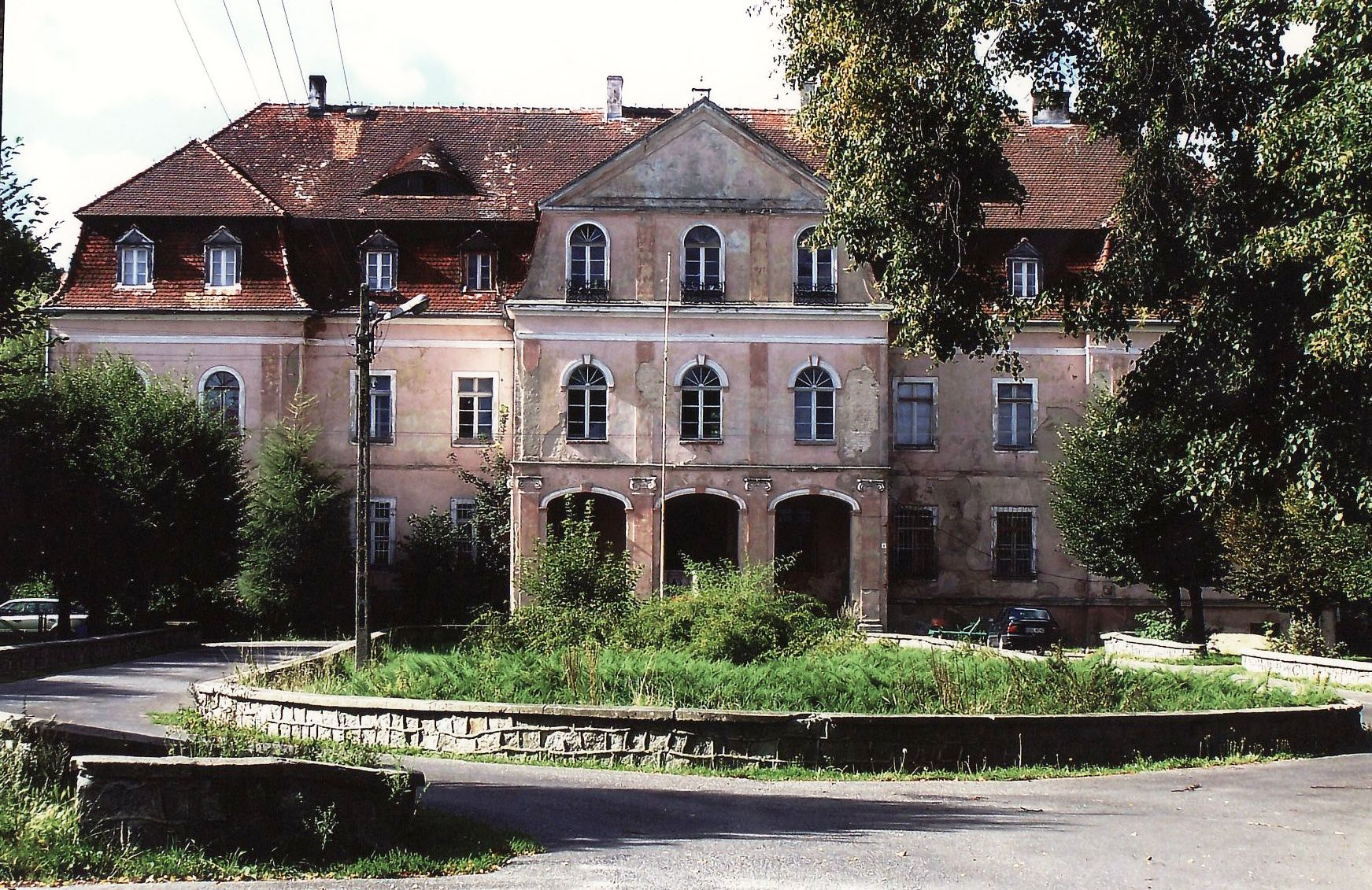
Schloss Hermsdorf bei Glogau, im Jahr 2014

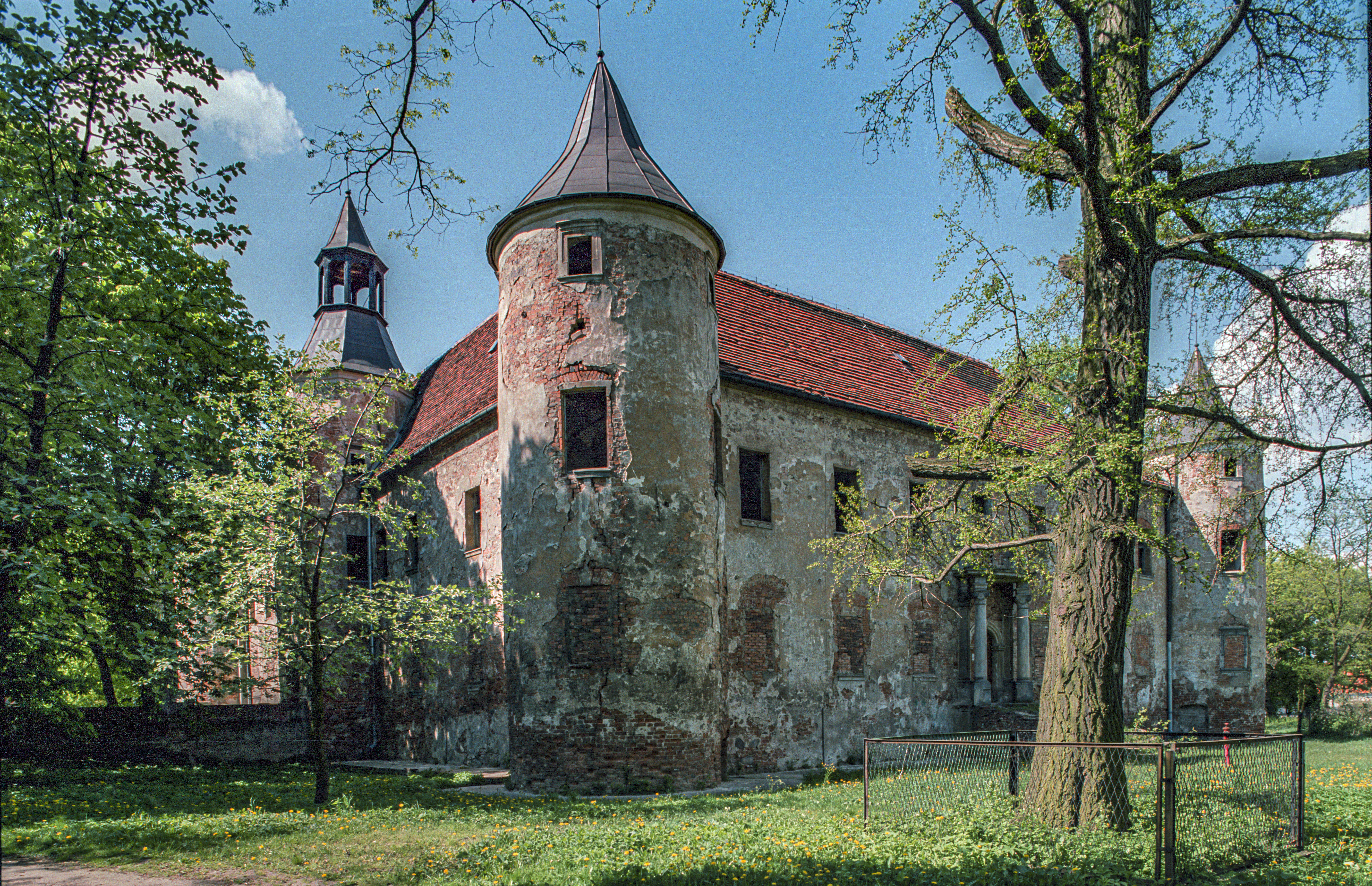
Ruine von Schloss Köben im Jahr 2007

Während der Ehe erwarben die Eheleute Cramer, die von dem Hofrat Sack eine Schenkung von 50.000 Thaler erhalten hatten, wohl aus dem Schlabrendorfschen Besitz das Schloss Hermsdorf bei Glogau, das vor 1803 wieder verkauft wurde.  Dafür erwarben sie 1803 bzw. 1804 von der verwitweten Baronin von Kottwitz die Stadt und die Herrschaft Köben an der Oder. Verkauft wurde der Grundbesitz 1812 an den Oberamtmann Liborius.
1781 hatte Friedrich der Große nach französischem Vorbild für Preußen ein staatliches Monopol auf Kaffee, begründet, das erst im Jahre 1787 nach seinem Tode abgeschafft wurde. Neben der Einfuhr und dem Handel hatte der Staat auch das Kaffeerösten in eigener Regie geregelt. Das private Rösten war bei strenger Strafe verboten, geröstet wurde ausschließlich in der Staatlichen Rösterei in Berlin. Nur die königlichen Zolllager und wenige konzessionierte Lebensmittelhändler durften den gerösteten Kaffee verkaufen. Zunächst unterstand dem Hofrat Sack in der Zeit 1780/1781 für Schlesien das General-Kaffee-Depot. Diese Aufgabe übergab er nach einem Jahr an seinen Schwiegersohn Cramer, der damit eine weitere Quelle für seinen Reichtum schuf. Zuständig für die Vergabe des Monopols war die Akziseverwaltung in Berlin. Zu dieser Zeit war Hainchelin Mitglied der Akzise- und Zolladministration.
Als 1806 Glogau und Umgebung während der Koalitionskriege von den Franzosen besetzt wurde und aufgrund des Frieden von Tilsit bis zum Jahre 1814 besetzt blieb, veränderten sich die Verhältnisse sehr schnell. Infolge der unerschwinglichen Kriegskontributionen, die die wohlhabenden Bürger in Glogau durch die französische Besetzung zu tragen hatten, sah Cramer sich gezwungen, die Herrschaft Köben mit Verlust fast seines gesamten Vermögens zu verkaufen. Auch das bedeutende Vermögen seiner Ehefrau ging verloren. Cramer verfiel darüber in einen unheilbaren „Irrsinn“.